# Coppa del Mondo di scherma 2015
La Coppa del Mondo di scherma 2014-2015 è stata la 44ª edizione della competizione organizzata ogni anno dalla Federazione internazionale della scherma. È iniziata il 3 ottobre 2015 e si è conclusa il 13 luglio 2015, al termine dei campionati del mondo.

## Distribuzione dei punti

### Individuale
Le competizioni del calendario si suddividono in cinque categorie. Tutte portano dei punti validi per la Coppa del Mondo secondo un coefficiente prestabilito: 1 per le prove di Coppa del Mondo e i campionati continentali, 1,5 per i Grand Prix, 2,5 per i campionati mondiali e 3 per i Giochi olimpici. I tornei satellite, destinati a far familiarizzare i giovani schermidori con le competizioni internazionali, portano pochi punti.
Per calcolare la classifica di uno schermidore, contano solamente i cinque migliori punteggi ottenuti durante le prove di Coppa del Mondo, Grand Prix e satellite, oltre ai campionati mondiali e ai Giochi olimpici..
| Pos.                                    | 1  | 2  | 3-4 | 5-8 | 9-16 | 17-32 | 33-64 |
| --------------------------------------- | -- | -- | --- | --- | ---- | ----- | ----- |
| Satellite                               | 4  | 3  | 2   | 1   | 0    | 0     | 0     |
| Campionati continentali Coppa del Mondo | 32 | 26 | 20  | 14  | 8    | 4     | 2     |
| Grand Prix                              | 48 | 39 | 30  | 21  | 12   | 6     | 3     |
| Campionati mondiali                     | 80 | 65 | 50  | 35  | 20   | 10    | 5     |
| Giochi olimpici                         | 96 | 78 | 60  | 42  | 24   | 12    | 6     |

### A squadre
La distribuzione dei punti è la stessa per tutte le competizioni a squadre, tranne che per i campionati mondiali che portano il doppio dei punti.
Per calcolare la classifica di una squadre, contano solamente i quattro migliori risultati delle prove di Coppa del Mondo, oltre a quelli di campionati mondiali o Olimpiadi e dei campionati continentali.
| Pos.                                    | 1   | 2   | 3  | 4  | 5  | 6  | 7  | 8  | 9  | 10 | 11 | 12 | 13 | 14 | 15 | 16 | 17-32 |
| --------------------------------------- | --- | --- | -- | -- | -- | -- | -- | -- | -- | -- | -- | -- | -- | -- | -- | -- | ----- |
| Campionati continentali Coppa del Mondo | 64  | 52  | 40 | 36 | 32 | 30 | 28 | 26 | 25 | 24 | 23 | 22 | 21 | 20 | 19 | 18 | 8     |
| Campionati mondiali                     | 128 | 104 | 80 | 72 | 64 | 60 | 56 | 52 | 50 | 48 | 46 | 44 | 42 | 40 | 38 | 36 | 16    |

## Calendario
| Legenda | Abbreviazione | Categoria               |
|         | OL            | Giochi olimpici         |
|         | CM            | Campionati mondiali     |
|         | CC            | Campionati continentali |
|         | GP            | Grand Prix              |
|         | CdM           | Coppa del Mondo         |
|         | Sat           | Tornei satelliti        |

### Donne

#### Circuito principale
| Data             | Nome e luogo                                                | Cat. | Arma     | Tipo    | Vincitrice                                                                        | Finalista                                                                         | Semifinaliste                                                                                                  | T      |
| ---------------- | ----------------------------------------------------------- | ---- | -------- | ------- | --------------------------------------------------------------------------------- | --------------------------------------------------------------------------------- | --- | ------ |
| 17 ottobre 2014  | Coppa del Mondo Cancún                                      | CdM  | Fioretto | Indiv.  | Arianna Errigo                                                                    | Lim Seung-min                                                                     | Gaëlle Gebet Kim Mi-na                                                                                         | [ 3 ]  |
| 17 ottobre 2014  | Coppa del Mondo Cancún                                      | CdM  | Fioretto | Squadre | Russia Julija Birjukova Larisa Korobejnikova Inna Gracheva - -                    | Francia Anita Blaze Gaelle Gebet Ysaora Thibus Corinne Maitrejean                 | Italia Valentina Vezzali Arianna Errigo Elisa Di Francisca Martina Batini                                      | [ 4 ]  |
| 25 ottobre 2014  | Torfeo Carroccio Legnano                                    | CdM  | Spada    | Indiv.  | Anfisa Pochkalova                                                                 | Ana Maria Brânză                                                                  | Britta Heidemann Emese Szász                                                                                   | [ 5 ]  |
| 25 ottobre 2014  | Torfeo Carroccio Legnano                                    | CdM  | Spada    | Squadre | Estonia Julia Beljajeva Kristina Kuusk Erika Kirpu Irina Embrich                  | Romania Simona Gherman Ana Maria Brânză Maria Udrea Simona Pop                    | Italia Francesca Quondamcarlo Mara Navarria Rossella Fiamingo Bianca Del Carretto                              | [ 6 ]  |
| 1 novembre 2014  | Coppa del Mondo Isola di Margarita                          | CdM  | Sciabola | Indiv.  | Sof'ja Velikaja                                                                   | Charlotte Lembach                                                                 | Aleksandra Socha Mariel Zagunis                                                                                | [ 7 ]  |
| 1 novembre 2014  | Coppa del Mondo Isola di Margarita                          | CdM  | Sciabola | Squadre | Stati Uniti Ibtihaj Muhammad Mariel Zagunis Dagmara Wozniak Anne-Elizabeth Stone  | Russia Ekaterina Dyachenko Yana Egorian Viktoriya Kovaleva Sof'ja Velikaja        | Francia Charlotte Lembach Manon Apithy-Brunet Beline Boulay Cécilia Berder                                     | [ 8 ]  |
| 7 novembre 2014  | Challenge International de Saint-Maur Saint-Maur-des-Fossés | CdM  | Fioretto | Indiv.  | Arianna Errigo                                                                    | Lee Kiefer                                                                        | Chiara Cini Inna Deriglazova                                                                                   | [ 9 ]  |
| 7 novembre 2014  | Challenge International de Saint-Maur Saint-Maur-des-Fossés | CdM  | Fioretto | Squadre | Russia Julija Birjukova Diana Yakovleva Larisa Korobejnikova Inna Gracheva        | Italia Martina Batini Elisa Di Francisca Arianna Errigo Valentina Vezzali         | Francia Ysaora Thibus Corinne Maitrejean Astrid Guyart Gaelle Gebet                                            | [ 10 ] |
| 14 novembre 2014 | Torneo internazionale Xuzhou                                | CdM  | Spada    | Indiv.  | Emese Szász                                                                       | Ana Maria Brânză                                                                  | Tatiana Logunova Yana Shemyakina                                                                               | [ 11 ] |
| 14 novembre 2014 | Torneo internazionale Xuzhou                                | CdM  | Spada    | Squadre | Cina Yujie Sun Anqi Xu Hao Jialu Yiwen Sun                                        | Italia Bianca Del Carretto Francesca Quondamcarlo Rossella Fiamingo Mara Navarria | Svezia Emma Wertsén Sanne Gars Kinka Barvestad Johanna Bergdahl                                                | [ 12 ] |
| 21 novembre 2014 | Trophée BNP Paribas Orléans                                 | CdM  | Sciabola | Indiv.  | Sof'ja Velikaja                                                                   | Rossella Gregorio                                                                 | Olena Kravatska Dagmara Wozniak                                                                                | [ 13 ] |
| 21 novembre 2014 | Trophée BNP Paribas Orléans                                 | CdM  | Sciabola | Squadre | Russia Sof'ja Velikaja Ekaterina Dyachenko Yana Egorian Viktoriya Kovaleva        | Stati Uniti Mariel Zagunis Daria Schneider Ibtihaj Muhammad Dagmara Wozniak       | Italia Ilaria Bianco Martina Petraglia Rossella Gregorio Irene Vecchi                                          | [ 14 ] |
| 28 novembre 2014 | Grand Prix Torino                                           | GP   | Fioretto | Indiv.  | Arianna Errigo                                                                    | Elisa Di Francisca                                                                | Anita Blaze Adelina Zagidullina                                                                                | [ 15 ] |
| 5 dicembre 2014  | Grand Prix del Qatar Doha                                   | GP   | Spada    | Indiv.  | Simona Gherman                                                                    | Erika Kirpu                                                                       | Bianca Del Carretto Emese Szász                                                                                | [ 16 ] |
| 13 dicembre 2014 | Grand Prix New York                                         | GP   | Sciabola | Indiv.  | Ol'ha Charlan                                                                     | Sof'ja Velikaja                                                                   | María Pérez Maurice Mariel Zagunis                                                                             | [ 17 ] |
| 16 gennaio 2015  | Coppa della Corte di Artù Danzica                           | CdM  | Fioretto | Indiv.  | Astrid Guyart                                                                     | Jeon Hee-sook                                                                     | Inès Boubakri Ysaora Thibus                                                                                    | [ 18 ] |
| 16 gennaio 2015  | Coppa della Corte di Artù Danzica                           | CdM  | Fioretto | Squadre | Russia Julija Birjukova Diana Yakovleva Larisa Korobejnikova Inna Gracheva        | Stati Uniti Lee Kiefer Margaret Lu Nicole Ross Madison Zeiss                      | Italia Valentina Vezzali Arianna Errigo Elisa Di Francisca Martina Batini                                      | [ 19 ] |
| 22 gennaio 2015  | Citttà di Barcellona Barcellona                             | CdM  | Spada    | Indiv.  | Xu Anqi                                                                           | Mara Navarria                                                                     | Violetta Kolobova Yana Shemyakina                                                                              | [ 20 ] |
| 22 gennaio 2015  | Citttà di Barcellona Barcellona                             | CdM  | Spada    | Squadre | Svezia Emma Wertsén Sanne Gars Johanna Bergdahl Kinka Barvestad                   | Italia Rossella Fiamingo Francesca Quondamcarlo Bianca Del Carretto Mara Navarria | Romania Simona Gherman Amalia Tataran Simona Pop Ana Maria Brânză                                              | [ 21 ] |
| 30 gennaio 2015  | Coppa Acropoli Atene                                        | CdM  | Sciabola | Indiv.  | Ol'ha Charlan                                                                     | Sof'ja Velikaja                                                                   | Rossella Gregorio Dagmara Wozniak                                                                              | [ 22 ] |
| 30 gennaio 2015  | Coppa Acropoli Atene                                        | CdM  | Sciabola | Squadre | Ucraina Ol'ha Charlan Olga Zhovnir Olena Kravatska Alina Komashchuk               | Russia Ekaterina Dyachenko Yana Egorian Viktoriya Kovaleva Sof'ja Velikaja        | Stati Uniti Mariel Zagunis Dagmara Wozniak Ibtihaj Muhammad Monica Aksamit                                     | [ 23 ] |
| 6 febbraio 2015  | Coppa del Mondo Algeri                                      | CdM  | Fioretto | Indiv.  | Lee Kiefer                                                                        | Arianna Errigo                                                                    | Inna Deriglazova Aida Shanaeva                                                                                 | [ 24 ] |
| 6 febbraio 2015  | Coppa del Mondo Algeri                                      | CdM  | Fioretto | Squadre | Italia Martina Batini Arianna Errigo Valentina Vezzali Alice Volpi                | Russia Aida Shanaeva Larisa Korobejnikova Inna Gracheva Julija Birjukova          | Germania Sandra Bingenheimer Carolin Bodoczi Anne Kleibrink Franziska Schmitz                                  | [ 25 ] |
| 13 febbraio 2015 | Coppa del Mondo Buenos Aires                                | CdM  | Spada    | Indiv.  | Sarra Besbes                                                                      | Erika Kirpu                                                                       | Britta Heidemann Shin A-lam                                                                                    | [ 26 ] |
| 13 febbraio 2015 | Coppa del Mondo Buenos Aires                                | CdM  | Spada    | Squadre | Italia Bianca Del Carretto Francesca Quondamcarlo Mara Navarria Rossella Fiamingo | Romania Simona Gherman Simona Pop Ana Maria Brânză Anca Maroiu                    | Germania Monika Sozanska Alexandra Ndolo Ricarda Multerer Britta Heidemann                                     | [ 27 ] |
| 21 febbraio 2015 | Challenge Yves Brasseur Gand                                | CdM  | Sciabola | Indiv.  | Sof'ja Velikaja                                                                   | Mariel Zagunis                                                                    | Ol'ha Charlan Anna Márton                                                                                      | [ 28 ] |
| 21 febbraio 2015 | Challenge Yves Brasseur Gand                                | CdM  | Sciabola | Squadre | Italia Ilaria Bianco Irene Vecchi Martina Petraglia Rossella Gregorio             | Francia Sara Balzer Cécilia Berder Manon Apithy-Brunet Charlotte Lembach          | Stati Uniti Dagmara Wozniak Mariel Zagunis Anne-Elizabeth Stone Ibtihaj Muhammad                               | [ 29 ] |
| 13 marzo 2015    | Grand Prix L'Avana                                          | GP   | Fioretto | Indiv.  | Elisa Di Francisca                                                                | Inna Deriglazova                                                                  | Jeon Hee-sok Ysaora Thibus                                                                                     | [ 30 ] |
| 20 marzo 2015    | Grand Prix Westend "in mémoria di Jozsef Sakovics" Budapest | GP   | Spada    | Indiv.  | Shin A-lam                                                                        | Ana Maria Brânză                                                                  | Tatyana Andryushina Tatiana Logunova                                                                           | [ 31 ] |
| 28 marzo 2015    | Grand Prix Seul                                             | GP   | Sciabola | Indiv.  | Ol'ha Charlan                                                                     | Ibtihaj Muhammad                                                                  | Sof'ja Velikaja Mariel Zagunis                                                                                 | [ 32 ] |
| 17 aprile 2015   | Campionati panamericani Santiago del Cile                   | CC   | Spada    | Indiv.  | Nathalie Moellhausen                                                              | Kelley Hurley                                                                     | Katharine Holmes Leonora Mackinnon                                                                             | [ 33 ] |
| 17 aprile 2015   | Campionati panamericani Santiago del Cile                   | CC   | Spada    | Squadre | Stati Uniti Katharine Holmes Kelley Hurley Isabel Ford Courtney Hurley            | Venezuela Dayana Martinez Eliana Lugo Maria Martinez Lizze Carolina Asis Escalona | Cuba Ceily Mendoza Venzant Yoslaine Cardenal Ventosa Daylen Cristina Moreno Valiente Yamilka Rodriguez Quesada | [ 34 ] |
| 17 aprile 2015   | Campionati panamericani Santiago del Cile                   | CC   | Fioretto | Indiv.  | Lee Kiefer                                                                        | Nicole Ross                                                                       | Isis Gimenez Saskia Van Erven                                                                                  | [ 35 ] |
| 17 aprile 2015   | Campionati panamericani Santiago del Cile                   | CC   | Fioretto | Squadre | Stati Uniti Nicole Ross Lee Kiefer Margaret Lu Nzingha Prescod                    | Canada Shannon Comerford Eleanor Harvey Alanna Goldie Kelleigh Ryan               | Venezuela Liz Rivero Isis Gimenez Maria Griman Emiliana Rivero                                                 | [ 36 ] |
| 17 aprile 2015   | Campionati panamericani Santiago del Cile                   | CC   | Sciabola | Indiv.  | Mariel Zagunis                                                                    | Dagmara Wozniak                                                                   | Paola Pliego Anne-Elizabeth Stone                                                                              | [ 37 ] |
| 17 aprile 2015   | Campionati panamericani Santiago del Cile                   | CC   | Sciabola | Squadre | Stati Uniti Ibtihaj Muhammad Anne-Elizabeth Stone Dagmara Wozniak Mariel Zagunis  | Messico Paola Pliego Julieta Toledo Úrsula González Tania Arrayales               | Venezuela Patricia Contreras Alejandra Jhonay Benitez Romero Milagros Pastran Shia Rodriguez                   | [ 38 ] |
| 1 maggio 2015    | Coppa del Mondo Johannesburg                                | CdM  | Spada    | Indiv.  | Sun Yujie                                                                         | Violetta Kolobova                                                                 | Choi In-jeong Olga Kochneva                                                                                    | [ 39 ] |
| 1 maggio 2015    | Coppa del Mondo Johannesburg                                | CdM  | Spada    | Squadre | Cina Hao Jialu Anqi Xu Yujie Sun Yiwen Sun                                        | Romania Simona Pop Loredana Dinu Simona Gherman Ana Maria Brânză                  | Francia Lauren Rembi Maureen Nisima Auriane Mallo-Breton Marie-Florence Candassamy                             | [ 40 ] |
| 1 maggio 2015    | Coppa Reinhold-Würth Tauberbischofsheim                     | CdM  | Fioretto | Indiv.  | Elisa Di Francisca                                                                | Arianna Errigo                                                                    | Inna Deriglazova Valentina Vezzali                                                                             | [ 41 ] |
| 1 maggio 2015    | Coppa Reinhold-Würth Tauberbischofsheim                     | CdM  | Fioretto | Squadre | Russia Julija Birjukova Aida Shanaeva Larisa Korobejnikova Inna Gracheva          | Italia Martina Batini Elisa Di Francisca Arianna Errigo Valentina Vezzali         | Corea del Sud Nam Hyun-hee Seo Mi-jung Mina Kim Jeon Hee-sok                                                   | [ 42 ] |
| 1 maggio 2015    | Coppa del Mondo Pechino                                     | CdM  | Sciabola | Indiv.  | Sof'ja Velikaja                                                                   | Aleksandra Socha                                                                  | Ol'ha Charlan Mariel Zagunis                                                                                   | [ 43 ] |
| 1 maggio 2015    | Coppa del Mondo Pechino                                     | CdM  | Sciabola | Squadre | Francia Cécilia Berder Charlotte Lembach Manon Apithy-Brunet Saoussen Boudiaf     | Ucraina Ol'ha Charlan Alina Komashchuk Olena Kravatska Olga Zhovnir               | Stati Uniti Mariel Zagunis Dagmara Wozniak Anne-Elizabeth Stone Ibtihaj Muhammad                               | [ 44 ] |

### Uomini

#### Circuito principale
| Data             | Nome e luogo                                                  | Cat. | Arma     | Tipo    | Vincitore                                                                         | Finalista                                                                     | Semifinalisti                                                                                      | T       |
| ---------------- | ------------------------------------------------------------- | ---- | -------- | ------- | --------------------------------------------------------------------------------- | ----------------------------------------------------------------------------- | -------------------------------------------------------------------------------------------------- | ------- |
| 19 ottobre 2014  | Coppa del Mondo in memoria di Nougzar Assatiani San Francisco | CdM  | Fioretto | Indiv.  | Jérémy Cadot                                                                      | Andrea Baldini                                                                | Edoardo Luperi Lorenzo Nista                                                                       | [ 45 ]  |
| 19 ottobre 2014  | Coppa del Mondo in memoria di Nougzar Assatiani San Francisco | CdM  | Fioretto | Squadre | Italia Giorgio Avola Daniele Garozzo Andrea Cassarà Andrea Baldini                | Russia Dmitrij Rigin Renal Ganeev Aleksej Čeremisinov Timur Safin             | Germania Marius Braun Sebastian Bachmann Moritz Kröplin Peter Joppich                              | [ 46 ]  |
| 25 ottobre 2014  | Grand Prix di Berna Berna                                     | CdM  | Spada    | Indiv.  | Jean-Michel Lucenay                                                               | Géza Imre                                                                     | Gauthier Grumier Ulrich Robeiri                                                                    | [ 47 ]  |
| 25 ottobre 2014  | Grand Prix di Berna Berna                                     | CdM  | Spada    | Squadre | Francia Gauthier Grumier Ulrich Robeiri Jean-Michel Lucenay Daniel Jerent         | Svizzera Peer Borsky Fabian Kauter Benjamin Steffen Max Heinzer               | Corea del Sud Jae Ho Song Park Sang-young Park Kyoung-doo Jung Jin-sun                             | [ 48 ]  |
| 7 novembre 2014  | Coppa del Principe Takamado Tokyo                             | CdM  | Fioretto | Indiv.  | Race Imboden                                                                      | Dmitrij Rigin                                                                 | Andrea Cassarà Enzo Lefort                                                                         | [ 49 ]  |
| 7 novembre 2014  | Coppa del Principe Takamado Tokyo                             | CdM  | Fioretto | Squadre | Russia Aleksej Čeremisinov Timur Safin Dmitrij Rigin Alexey Khovanskiy            | Francia Erwann Le Péchoux Enzo Lefort Julien Mertine Vincent Simon            | Corea del Sud Son Young-ki Hyogon Kim Heo Jun Han Dong Jin                                         | [ 50 ]  |
| 14 novembre 2014 | Spada di Tallinn Tallinn                                      | CdM  | Spada    | Indiv.  | Gauthier Grumier                                                                  | Christoph Kneip                                                               | Fabian Kauter Paolo Pizzo                                                                          | [ 51 ]  |
| 14 novembre 2014 | Spada di Tallinn Tallinn                                      | CdM  | Spada    | Squadre | Corea del Sud Jung Jin-sun Jae Ho Song Park Sang-young Park Kyoung-doo            | Francia Gauthier Grumier Jean-Michel Lucenay Ulrich Robeiri Daniel Jerent     | Germania Falk Spautz Niklas Multerer Christoph Kneip Jörg Fiedler                                  | [ 52 ]  |
| 21 novembre 2014 | Grand Prix Budapest                                           | CdM  | Sciabola | Indiv.  | Gu Bon-gil                                                                        | Áron Szilágyi                                                                 | Aldo Montano Aleksey Yakimenko                                                                     | [ 53 ]  |
| 21 novembre 2014 | Grand Prix Budapest                                           | CdM  | Sciabola | Squadre | Romania Alin Badea Iulian Teodosiu Ciprian Galatanu Tiberiu Dolniceanu            | Italia Enrico Berrè Aldo Montano Diego Occhiuzzi Luigi Samele                 | Germania Nicolas Limbach Benedikt Wagner Richard Hübers Max Hartung                                | [ 54 ]  |
| 28 novembre 2014 | Grand Prix Torino                                             | GP   | Fioretto | Indiv.  | Aleksey Cheremisinov                                                              | Renal Ganeev                                                                  | Valerio Aspromonte Race Imboden                                                                    | [ 55 ]  |
| 5 dicembre 2014  | Grand Prix del Qatar Doha                                     | GP   | Spada    | Indiv.  | Daniel Jerent                                                                     | Peer Borsky                                                                   | Enrico Garozzo Gauthier Grumier                                                                    | [ 56 ]  |
| 13 dicembre 2014 | Grand Prix New York                                           | GP   | Sciabola | Indiv.  | Kim Jung-hwan                                                                     | Aldo Montano                                                                  | Diego Occhiuzzi Áron Szilágyi                                                                      | [ 57 ]  |
| 18 gennaio 2015  | Challenge International de Paris Parigi                       | CdM  | Fioretto | Indiv.  | Race Imboden                                                                      | Daniele Garozzo                                                               | Enzo Lefort Alexander Massialas                                                                    | [ 58 ]  |
| 18 gennaio 2015  | Challenge International de Paris Parigi                       | CdM  | Fioretto | Squadre | Stati Uniti Miles Chamley-Watson Gerek Meinhardt Alexander Massialas Race Imboden | Italia Valerio Aspromonte Andrea Baldini Andrea Cassarà Giorgio Avola         | Russia Timur Safin Dmitrij Rigin Renal Ganeev Aleksej Čeremisinov                                  | [ 59 ]  |
| 22 gennaio 2015  | Coppa d'Heidenheim Heidenheim                                 | CdM  | Spada    | Indiv.  | Max Heinzer                                                                       | Yannick Borel                                                                 | Enrico Garozzo Robin Kase                                                                          | [ 60 ]  |
| 22 gennaio 2015  | Coppa d'Heidenheim Heidenheim                                 | CdM  | Spada    | Squadre | Corea del Sud Jung Jin-sun Jung Seung-hwa Park Sang-young Park Kyoung-doo         | Francia Alex Fava Daniel Jerent Jean-Michel Lucenay Gauthier Grumier          | Russia Anton Avdeev Sergey Bida Sergey Khodos Pavel Sukhov                                         | [ 61 ]  |
| 31 gennaio 2015  | Trofeo Luxardo Padova                                         | CdM  | Sciabola | Indiv.  | Kamil Ibragimov                                                                   | Andriy Yahodka                                                                | Kim Jung-hwan Oh Sang-uk                                                                           | [ 62 ]  |
| 31 gennaio 2015  | Trofeo Luxardo Padova                                         | CdM  | Sciabola | Squadre | Russia Kamil Ibragimov Alexey Yakimenko Veniamin Reshetnikov Nikolaj Kovalëv      | Germania Max Hartung Matyas Szabo Benedikt Wagner Richard Hübers              | Italia Luigi Samele Diego Occhiuzzi Aldo Montano Enrico Berrè                                      | [ 63 ]  |
| 6 febbraio 2015  | Leone di Bonn Bonn                                            | CdM  | Fioretto | Indiv.  | Andrea Cassarà                                                                    | Yūki Ōta                                                                      | Jérémy Cadot Alessio Foconi                                                                        | [ 64 ]  |
| 6 febbraio 2015  | Leone di Bonn Bonn                                            | CdM  | Fioretto | Squadre | Francia Erwann Le Péchoux Jeremy Cadot Enzo Lefort Maxime Pauty                   | Russia Aleksej Čeremisinov Renal Ganeev Dmitrij Rigin Artur Akhmatkhuzin      | Stati Uniti Race Imboden Alexander Massialas Miles Chamley-Watson Gerek Meinhardt                  | [ 65 ]  |
| 13 febbraio 2015 | Coppa del Mondo Vancouver                                     | CdM  | Spada    | Indiv.  | Ronan Gustin                                                                      | Pavel Pitra                                                                   | Jung Jin-sun Rubén Limardo                                                                         | [ 66 ]  |
| 13 febbraio 2015 | Coppa del Mondo Vancouver                                     | CdM  | Spada    | Squadre | Svizzera Peer Borsky Benjamin Steffen Fabian Kauter Max Heinzer                   | Ucraina Anatolij Herej Maksym Khvorost Bogdan Nikishin Dmytro Karjučenko      | Francia Loic Varela Robin Mallo Nelson Lopez Pourtier Romain Cannone                               | [ 67 ]  |
| 20 febbraio 2015 | Sciabola di Wołodyjowski Varsavia                             | CdM  | Sciabola | Indiv.  | Gu Bon-gil                                                                        | Tiberiu Dolniceanu                                                            | Luca Curatoli Áron Szilágyi                                                                        | [ 68 ]  |
| 20 febbraio 2015 | Sciabola di Wołodyjowski Varsavia                             | CdM  | Sciabola | Squadre | Francia Vincent Anstett Nicolas Rousset Julien Medard Boladé Apithy               | Corea del Sud Gu Bon-gil Kim Jun-ho Oh Sang-uk Kim Jung-hwan                  | Russia Alexey Yakimenko Veniamin Reshetnikov Nikolaj Kovalëv Kamil Ibragimov                       | [ 69 ]  |
| 13 marzo 2015    | Grand Prix L'Avana                                            | GP   | Fioretto | Indiv.  | Dmitrij Rigin                                                                     | Alexander Massialas                                                           | Daniele Garozzo Race Imboden                                                                       | [ 70 ]  |
| 20 marzo 2015    | Grand Prix Westend "in mémoria di Jozsef Sakovics" Budapest   | GP   | Spada    | Indiv.  | Nikolai Novosjolov                                                                | Ivan Trevejo                                                                  | Pavel Pitra Benjamin Steffen                                                                       | [ 71 ]  |
| 28 marzo 2015    | Grand Prix Seul                                               | GP   | Sciabola | Indiv.  | Nicolas Limbach                                                                   | Nicolas Rousset                                                               | Daryl Homer Kamil Ibragimov                                                                        | [ 72 ]  |
| 24 aprile 2015   | Campionati panamericani Santiago del Cile                     | CC   | Spada    | Indiv.  | Rubén Limardo                                                                     | Maxime Brinck-Croteau                                                         | Reynier Henríquez Ortiz Francisco Limardo                                                          | [ 73 ]  |
| 24 aprile 2015   | Campionati panamericani Santiago del Cile                     | CC   | Spada    | Squadre | Stati Uniti Jimmy Moody Benjamin Bratton Jason Pryor Ariel Simmons                | Venezuela Kelvin Cañas Silvio Fernández Francisco Limardo Rubén Limardo       | Argentina José Félix Domínguez Alessandro Taccani Jesús Andrés Lugones Ruggeri Laszlo Gedeo Gaspar | [ 74 ]  |
| 24 aprile 2015   | Campionati panamericani Santiago del Cile                     | CC   | Fioretto | Indiv.  | Race Imboden                                                                      | Alexander Massialas                                                           | Gerek Meinhardt Heitor Shimbo                                                                      | [ 75 ]  |
| 24 aprile 2015   | Campionati panamericani Santiago del Cile                     | CC   | Fioretto | Squadre | Stati Uniti Nobuo Bravo Miles Chamley-Watson Race Imboden Alexander Massialas     | Brasile Ghislain Perrier Guilherme Toldo Fernando Scavasin Heitor Shimbo      | Canada Étienne Lalonde-Turbide Anthony Prymack Eli Schenkel Maximilien Van Haaster                 | [ 76 ]  |
| 24 aprile 2015   | Campionati panamericani Santiago del Cile                     | CC   | Sciabola | Indiv.  | Eli Dershwitz                                                                     | Daryl Homer                                                                   | Renzo Agresta Jeff Spear                                                                           | [ 77 ]  |
| 24 aprile 2015   | Campionati panamericani Santiago del Cile                     | CC   | Sciabola | Squadre | Stati Uniti Gabe Armijo Jimmy Moody Peter Souders Jeff Spear                      | Canada Rémi Bédard-Couture Shaul Gordon Mark Peros Joseph Polossifakis        | Venezuela Jesús Carvajal José Quintero Abraham Rodríguez Eliécer Romero                            | [ 78 ]  |
| 1 maggio 2015    | Challenge Monal Parigi                                        | CdM  | Spada    | Indiv.  | Alexandre Blaszyck                                                                | Gábor Boczkó                                                                  | Paolo Pizzo Igor' Turčin                                                                           | [ 79 ]  |
| 1 maggio 2015    | Challenge Monal Parigi                                        | CdM  | Spada    | Squadre | Francia Bogdan Nikishin Maksym Khvorost Anatolij Herej Dmytro Karjučenko          | Germania Gauthier Grumier Yannick Borel Daniel Jerent Jean-Michel Lucenay     | Russia Peter Somfai Andras Redli Geza Imre Gabor Boczko                                            | [ 80 ]  |
| 1 maggio 2015    | Città di Madrid Madrid                                        | CdM  | Sciabola | Indiv.  | Gu Bon-gil                                                                        | Kamil Ibragimov                                                               | Tiberiu Dolniceanu Max Hartung                                                                     | [ 81 ]  |
| 1 maggio 2015    | Città di Madrid Madrid                                        | CdM  | Sciabola | Squadre | Ungheria Tamas Decsi Aron Szilagyi Andras Szatmari Nikolász Iliász                | Italia Enrico Berrè Luca Curatoli Alberto Pellegrini Luigi Samele             | Germania Benedikt Wagner Matyas Szabo Nicolas Limbach Max Hartung                                  | [ 82 ]  |
| 1 maggio 2015    | Fioretto di San Pietroburgo San Pietroburgo                   | CdM  | Fioretto | Indiv.  | Dmitrij Rigin                                                                     | Andrea Cassarà                                                                | Daniele Garozzo Vincent Simon                                                                      | [ 83 ]  |
| 1 maggio 2015    | Fioretto di San Pietroburgo San Pietroburgo                   | CdM  | Fioretto | Squadre | Russia Aleksej Čeremisinov Timur Safin Dmitrij Rigin Renal Ganeev                 | Cina Chen Haiwei Sheng Lei Li Chen Jianfei Ma                                 | Italia Edoardo Luperi Daniele Garozzo Andrea Cassarà Andrea Baldini                                | [ 84 ]  |
| 16 maggio 2015   | Grand Prix Shanghai                                           | GP   | Fioretto | Indiv.  | Miles Chamley-Watson                                                              | Alexander Choupenitch                                                         | Erwan Le Péchoux Dmitry Zherebchenko                                                               | [ 85 ]  |
| 23 maggio 2015   | Grand Prix Rio de Janeiro                                     | GP   | Spada    | Indiv.  | Yannick Borel                                                                     | Max Heinzer                                                                   | Christoph Kneip Radosław Zawrotniak                                                                | [ 86 ]  |
| 30 maggio 2015   | Sciabola di Mosca Mosca                                       | GP   | Sciabola | Indiv.  | Tiberiu Dolniceanu                                                                | Matyas Szabo                                                                  | Tamás Decsi Áron Szilágyi                                                                          | [ 87 ]  |
| 6 giugno 2015    | Campionato europeo Montreux                                   | CC   | Spada    | Indiv.  | Gauthier Grumier                                                                  | Max Heinzer                                                                   | Gábor Boczkó Pavel Sukhov                                                                          | [ 88 ]  |
| 6 giugno 2015    | Campionato europeo Montreux                                   | CC   | Spada    | Squadre | Francia Ronan Gustin Gauthier Grumier Daniel Jerent Ulrich Robeiri                | Estonia Marno Allika Nikolai Novosjolov Sten Priinits Peeter Turnau           | Svizzera Peer Borsky Max Heinzer Fabian Kauter Benjamin Steffen                                    | [ 89 ]  |
| 6 giugno 2015    | Campionato europeo Montreux                                   | CC   | Fioretto | Indiv.  | Andrea Cassarà                                                                    | Daniele Garozzo                                                               | Carlos Llavador Edoardo Luperi                                                                     | [ 90 ]  |
| 6 giugno 2015    | Campionato europeo Montreux                                   | CC   | Fioretto | Squadre | Francia Jérémy Cadot Erwann Le Péchoux Enzo Lefort Julien Mertine                 | Russia Artur Achmatchuzin Aleksej Čeremisinov Renal Ganeev Dmitrij Rigin      | Germania Sebastian Bachmann Peter Joppich Moritz Kröplin André Sanita                              | [ 91 ]  |
| 6 giugno 2015    | Campionato europeo Montreux                                   | CC   | Sciabola | Indiv.  | Áron Szilágyi                                                                     | Max Hartung                                                                   | Nikolaj Kovalëv Alexey Yakimenko                                                                   | [ 92 ]  |
| 6 giugno 2015    | Campionato europeo Montreux                                   | CC   | Sciabola | Squadre | Germania Max Hartung Matyas Szabo Richard Hübers Benedikt Wagner                  | Italia Enrico Berrè Luca Curatoli Aldo Montano Diego Occhiuzzi                | Ungheria Tamas Decsi Csanád Gémesi András Szatmári Áron Szilágyi                                   | [ 93 ]  |
| 12 giugno 2015   | Campionati africani Il Cairo                                  | CC   | Spada    | Indiv.  | Alexandre Bouzaid                                                                 | Ahmed Elsaghir                                                                | Ayman Fayez Mohannad Saif                                                                          | [ 94 ]  |
| 12 giugno 2015   | Campionati africani Il Cairo                                  | CC   | Spada    | Squadre | Egitto Ahmed El Saghir Ayman Fayez Ahmed Nabil Mohannad Saif                      | Marocco Abdelkarim El Houari Aissam Rami Zacharie Hervé Roger -               | Senegal Alexandre Bouzaid Cheikh Omar Diallo Babacar Kadam Bourama Keba Sagnan                     | [ 95 ]  |
| 12 giugno 2015   | Campionati africani Il Cairo                                  | CC   | Fioretto | Indiv.  | Mohamed Ayoub Ferjani                                                             | Roman Djitli                                                                  | Tarek Ayad Mohamed Samandi                                                                         | [ 96 ]  |
| 12 giugno 2015   | Campionati africani Il Cairo                                  | CC   | Fioretto | Squadre | Egitto Alaaeldin Abouelkassem Marwan Ahmed Tarek Ayad Mohamed Essam               | Tunisia Heythem Bessaoud Mohamed Ayoub Ferjani Mohamed Samandi -              | Algeria Roman Djitli Salim Heroui Yanis Baptiste Mabed Youcef Madi                                 | [ 97 ]  |
| 12 giugno 2015   | Campionati africani Il Cairo                                  | CC   | Sciabola | Indiv.  | Mohamed Amer                                                                      | Yémi Apithy                                                                   | Farès Ferjani Hichem Samandi                                                                       | [ 98 ]  |
| 12 giugno 2015   | Campionati africani Il Cairo                                  | CC   | Sciabola | Squadre | Egitto Ali Adel Mohamed Amer Ahmed Amr Ziad Elsissy                               | Tunisia Amine Akkari Iheb Ben Chaabane Farès Ferjani Hichem Samandi           | Senegal Moustapha Diagne Ibrahima Konte Ahmet Mbodj Abdoulaye Thiam                                | [ 99 ]  |
| 25 giugno 2015   | Campionati asiatici Singapore                                 | CC   | Spada    | Indiv.  | Jiao Yunlong                                                                      | Park Kyoung-doo                                                               | Elmir Alimzhanov Kazuyasu Minobe                                                                   | [ 100 ] |
| 25 giugno 2015   | Campionati asiatici Singapore                                 | CC   | Spada    | Squadre | Kazakistan Dmitriy Aleksanin Elmir Alimzhanov Ivan Deryabin Ruslan Kurbanov       | Cina Dong Chao Jiao Yunlong Li Guojie Li Zhen                                 | Giappone Kazuyasu Minobe Keisuke Sakamoto Satoru Uyama Masaru Yamada                               | [ 101 ] |
| 25 giugno 2015   | Campionati asiatici Singapore                                 | CC   | Fioretto | Indiv.  | Yūki Ōta                                                                          | Son Young-ki                                                                  | Cheung Ka Long Kwon Young-ho                                                                       | [ 102 ] |
| 25 giugno 2015   | Campionati asiatici Singapore                                 | CC   | Fioretto | Squadre | Cina Chen Haiwei Lei Sheng Ma Jianfei Shi Jialuo                                  | Corea del Sud Ha Tae-gyu Heo Jun Kwon Young-ho Son Young-ki                   | Giappone Suguru Awaji Kenta Chida Ryō Miyake Yūki Ōta                                              | [ 103 ] |
| 25 giugno 2015   | Campionati asiatici Singapore                                 | CC   | Sciabola | Indiv.  | Kim Jung-hwan                                                                     | Gu Bon-gil                                                                    | Mojtaba Abedini Won Woo-young                                                                      | [ 104 ] |
| 25 giugno 2015   | Campionati asiatici Singapore                                 | CC   | Sciabola | Squadre | Corea del Sud Jeon Hee-sook Kim Mi-na Lim Seung-min Nam Hyun-hee                  | Iran Chen Qinghui Gong Yu Le Huilin Liu Yongshi                               | Cina Chen Hiu Wai Cheung Kimberley Lin Po Heung Liu Yan Wai                                        | [ 105 ] |
| 13 luglio 2015   | Campionato mondiale Mosca                                     | CM   | Spada    | Indiv.  | Géza Imre                                                                         | Gauthier Grumier                                                              | Jung Seung-hwa Patrick Jørgensen                                                                   | [ 106 ] |
| 13 luglio 2015   | Campionato mondiale Mosca                                     | CM   | Spada    | Squadre | Ucraina Anatolij Gerej Dmytro Karjučenko Maksym Chvorost Bohdan Nikišyn           | Corea del Sud Park Kyoung-doo Kweon Young-jun Jung Seoung-hwa Park Sang-young | Svizzera Fabian Kauter Benjamin Steffen Max Heinzer Peer Borsky                                    | [ 107 ] |
| 13 luglio 2015   | Campionato mondiale Mosca                                     | CM   | Fioretto | Indiv.  | Yūki Ōta                                                                          | Alexander Massialas                                                           | Artur Achmatchuzin Gerek Meinhardt                                                                 | [ 108 ] |
| 13 luglio 2015   | Campionato mondiale Mosca                                     | CM   | Fioretto | Squadre | Italia Andrea Baldini Andrea Cassarà Daniele Garozzo Giorgio Avola                | Russia Artur Achmatchuzin Aleksej Čeremisinov Dmitrij Rigin Renal Ganeev      | Cina Li Chen Chen Haiwei Ma Jianfei Lei Sheng                                                      | [ 109 ] |
| 13 luglio 2015   | Campionato mondiale Mosca                                     | CM   | Sciabola | Indiv.  | Aleksej Jakimenko                                                                 | Daryl Homer                                                                   | Tiberiu Dolniceanu Max Hartung                                                                     | [ 110 ] |
| 13 luglio 2015   | Campionato mondiale Mosca                                     | CM   | Sciabola | Squadre | Italia Enrico Berrè Luca Curatoli Aldo Montano Diego Occhiuzzi                    | Russia Kamil' Ibragimov Nikolaj Kovalëv Veniamin Rešetnikov Aleksej Jakimenko | Germania Matyas Szabo Max Hartung Benedikt Wagner Nicolas Limbach                                  | [ 111 ] |